# Taxolensäure
Taxolensäure ist eine zweifach ungesättigte Fettsäure. Sie zählt zu den bis- oder polymethylen-unterbrochenen Isolensäuren (PMI; Poly-Methylene-Interrupted), weil die isolierten cis-Doppelbindungen sind hier durch mehr als eine Methylengruppe getrennt. Zu den PMI zählt auch die Pinolensäure. Taxolensäure ist isomer zur Linolsäure.

## Vorkommen
Taxolensäure ist vor allem in den Samenölen vieler verschiedener Koniferen enthalten. Sie kommt in vielen Arten der Gattung Pinus vor. Nur in geringer Menge kommt sie im Pinienkernöl (Pinus pinea) oder im Zedernussöl vor, aber zu etwa 3,6 % im Samenöl der Schwarzkiefer und etwa 4,5 % in dem von Pinus massoniana. Außerdem kommt sie in verschiedenen Arten der Gattung der Eiben zum Teil zu über 10 % vor, z. B. zu etwa 16 % in der Japanischen Eibe (Taxus cuspidata). In vielen Arten der Gattung Tannen (Abies) kommt Taxolensäure zu etwa 4–8 % vor, in der Gattung Hemlocktannen (Tsuga) zu 1–3 %, in der Gattung Zedern (Cedrus) zu 4–10 % und der Gattung Keteleeria zu 3–4 %. Außerdem kommt sie in der Japanischen Lärche vor (etwa 2,7 %), in der Goldlärche (etwa 7,75 %) und im Tallöl.
Außerhalb der Ordnung der Koniferen kommt Taxolensäure im Ginkgo vor, im Schachtelhalm Equisetum scirpoides (etwa 6 %), in der Euphorbie Endospermum chinense und in der Seeanemone Stoichactis helianthus, sowie in den Phospholipiden verschiedener Schwämme.
Auch einige transgene Ölsaaten produzieren Taxolensäure.

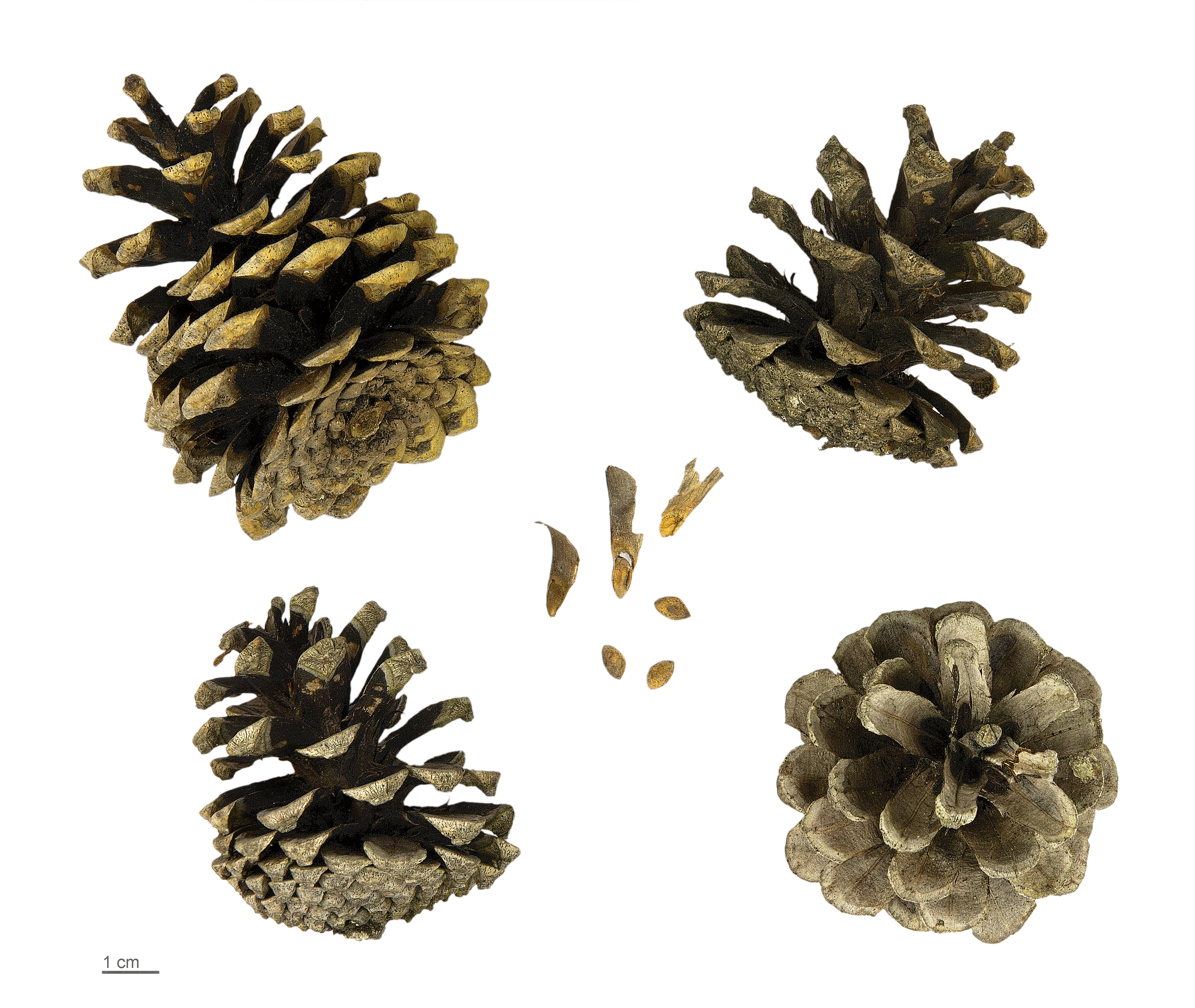
Zapfen und Samen von der Schwarzkiefer (Pinus nigra)
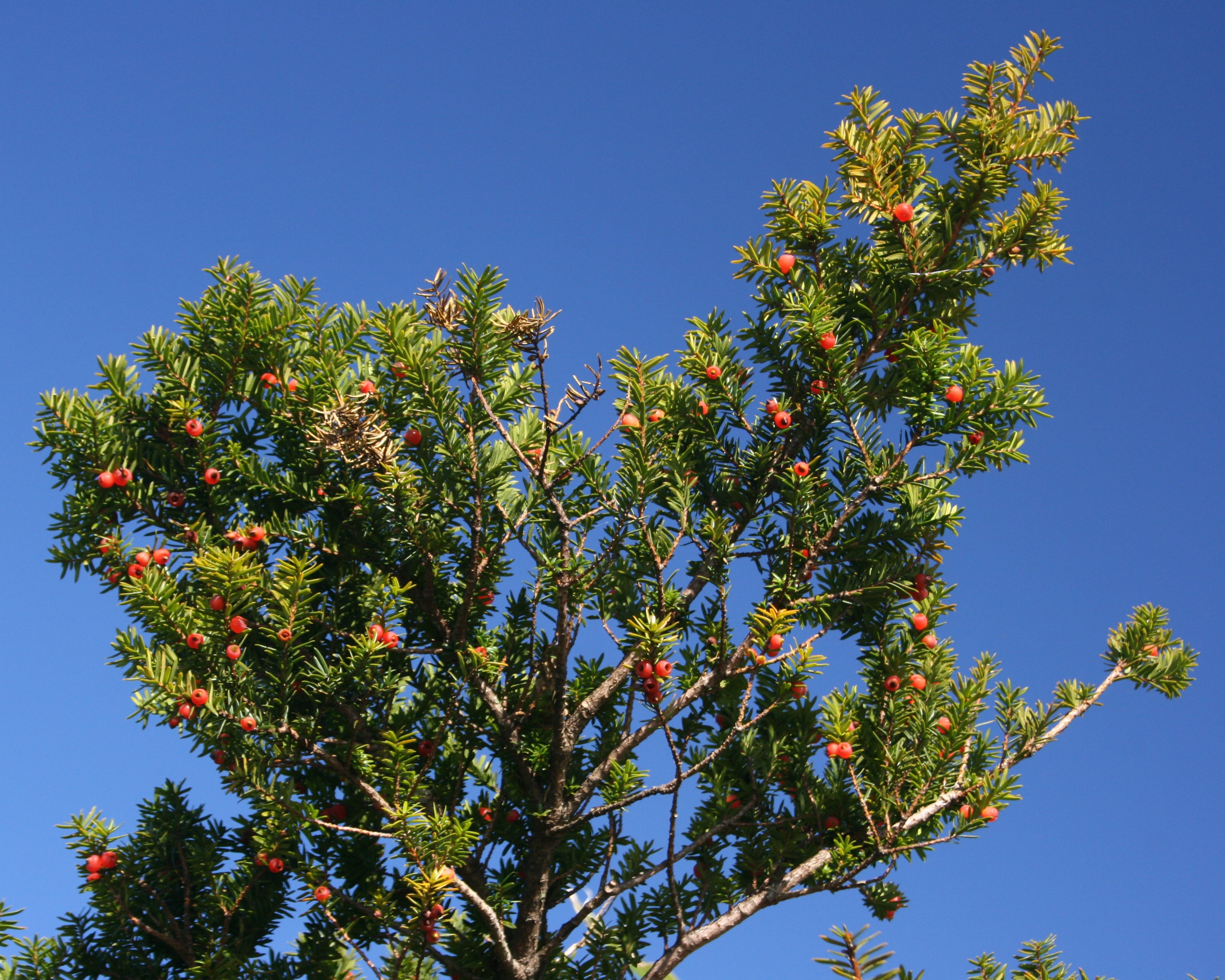
„Fruchtstand“ der Japanischen Eibe (Taxus cuspidata)
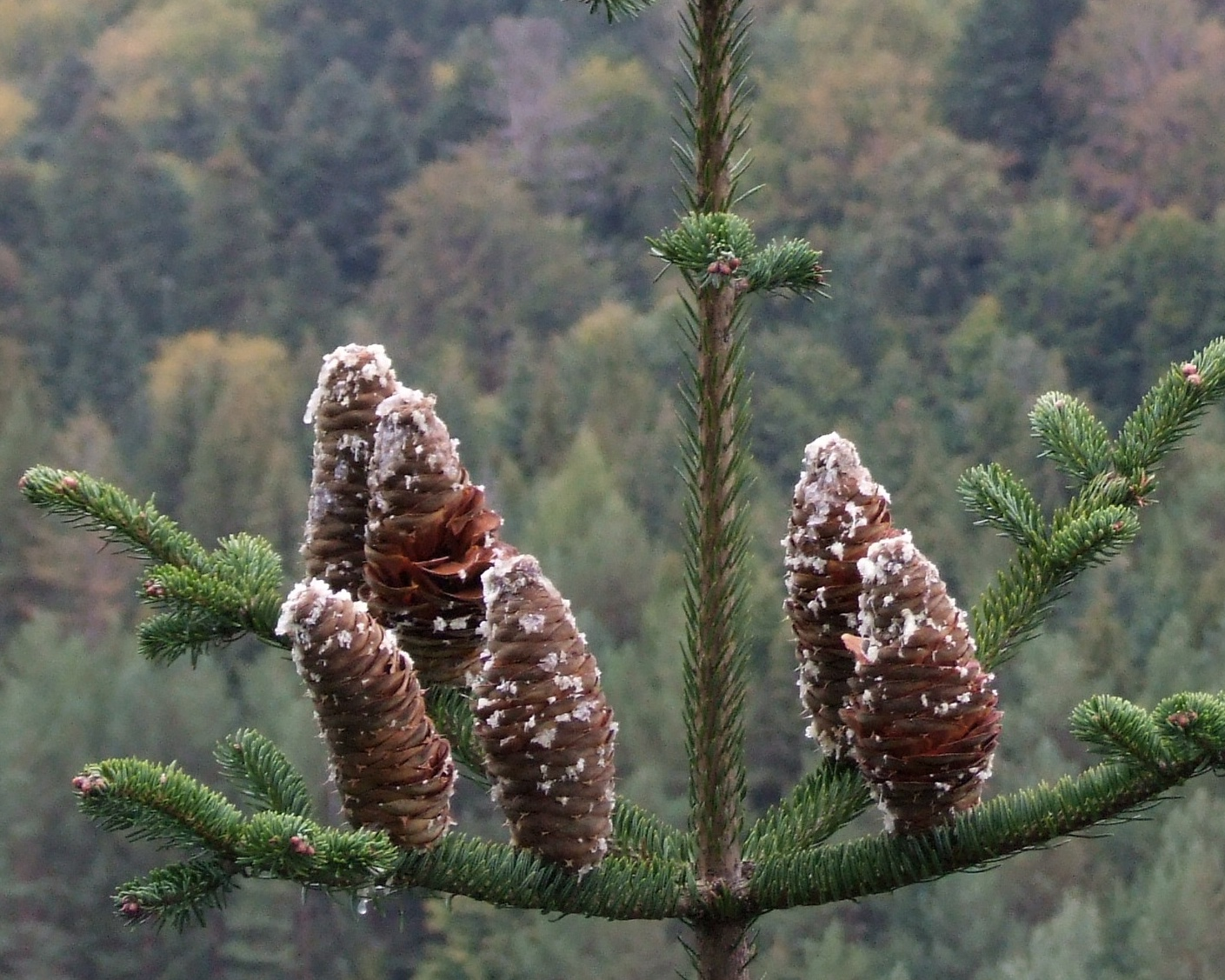
Tannenzapfen (Abies alba)
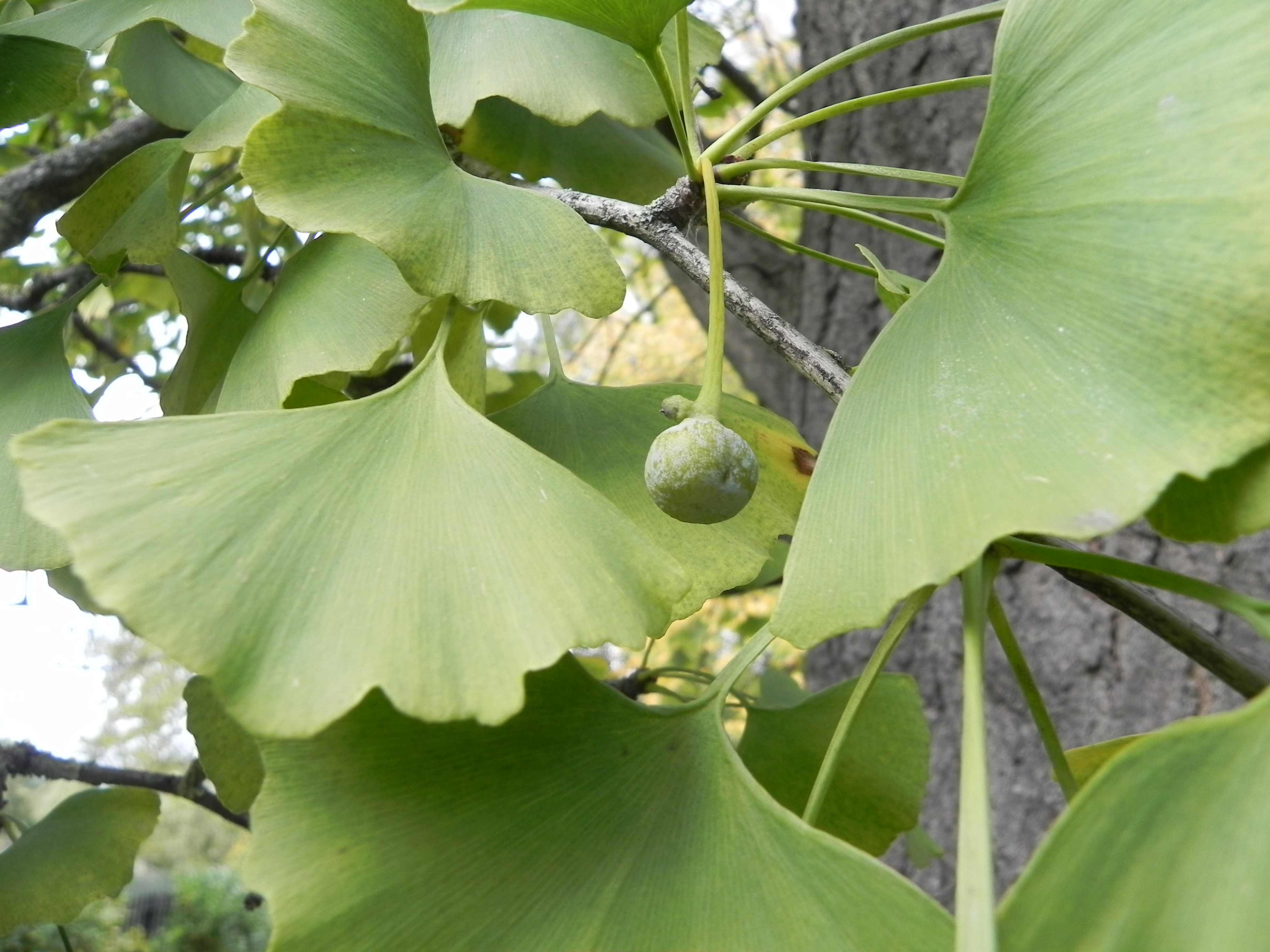
Ginkgo

## Biosynthese
Aus dem Pilz Mortiella alpina wurde eine Δ5-Desaturase (446 Aminosäuren) isoliert, die Taxolensäure und Pinolensäure bilden kann. Ein ähnliches Enzym, das ebenfalls Taxolensäure bilden kann, wurde auch aus dem Eipilz Pythium irregulare isoliert. In Schwämmen wurde die Biosynthese der Taxolensäure und ähnlicher Fettsäuren ebenfalls untersucht, dort werden die Doppelbindungen sequenziell in zufälliger Reihenfolge eingeführt.